# Медаль и премия Макса Борна
Медаль и премия Макса Борна (англ. Max Born Medal and Prize) — это научная награда, присуждаемая ежегодно Немецким физическим обществом и Британским Институтом физики в память о немецком физике Максе Борне, сделавшем большой вклад в квантовую механику. Награда была учреждена в 1972 году через два года после кончины ученого и впервые вручена в 1973 году.
По условиям награды она «вручается за выдающийся вклад в физику». Медаль и премия вручаются физикам поочередно из Германии, Великобритании и Ирландии. К премии прилагается серебряная медаль «диаметром около 6 см и толщиной 0,5 см, на лицевой стороне которой изображен профиль Макса Борна, написано его имя и даты жизни, а на другой стороне изображено уравнение pq – qp = h/2πi и полные названия Немецкого физического общества и Института физики, по ободку — полное имя получателя и год награждения». Медаль сопровождает премия в размере 3000 евро.

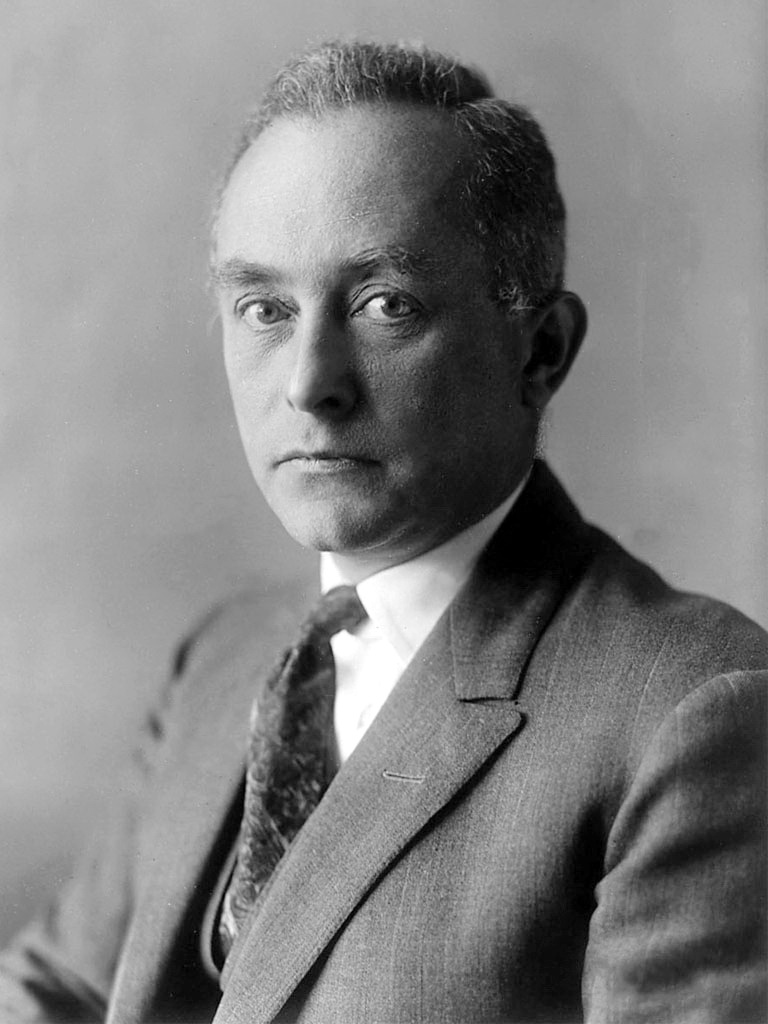
Макс Борн

## Список лауреатов
Лауреатами награды являются следующие ученые: 
- 1973 —  Роджер Коули (Roger Cowley)
- 1974 — Уолтер Грейнер (Walter Greiner)
- 1975 — Тревор Мосс (Trevor Moss)
- 1976 — Герман Хакен[8]
- 1977 — Уолтер Спир (Walter Spear)
- 1978 — Герберт Вальтер (Herbert Walther)
- 1979 — Джон Тейлор (John Taylor)
- 1980 — Гельмут Файснер (Helmut Faissner)
- 1981 —  Сирил Домб (Cyril Domb)
- 1982 — Вольфганг Кайзер (Wolfgang Kaiser)
- 1983 — Эндрю Келлер (Andrew Keller)
- 1984 — Аманд Фесслер (Amand Faessler)
- 1985 — Джордж Айзек (George Isaak)
- 1986 — Йозеф Штуке (Josef Stuke)
- 1987 — Сирил Хилсум (Cyril Hilsum)
- 1988 — Питер Армбрустер (Peter Armbruster)
- 1989 — Роберт Уильямс (Robert H. Williams)
- 1990 — Эрнст Гебель (Ernst O. Göbel)
- 1991 — Гилберт Лонзарик
- 1992 — Иоахим Хайнце (Joachim Heintze)
- 1993 — Дэвид Ханна (David C. Hanna)
- 1994 — Вольфганг (Демтредер Wolfgang) Demtröder)
- 1995 — Майкл Ки (Michael H Key)
- 1996 —  Юрген Млинек (Jürgen Mlynek)
- 1997 — Робин Маршалл (Robin Marshall)
- 1998 — Герхард Абстрайтер (Gerhard Abstreiter)
- 1999 — Джон Дейтон (John Dainton)
- 2000 — Рольф Фельст (Rolf Felst)
- 2001 — Фолькер Хайне (Volker Heine)
- 2002 — Зигфрид Дитрих (Siegfried Dietrich)
- 2003 — Брайан Фостер (Brian Foster)
- 2004 — Маттиас Шеффлер (Matthias Scheffler)
- 2005 — Майкл Уильям Финнис (Michael William Finnis)
- 2006 —  Дитер Бимберг (Dieter Bimberg)[9]
- 2007 — Алан Д. Мартин (Alan D. Martin)[10]
- 2008 — Хаген Кляйнерт
- 2009 —  Робин Девениш (Robin Devenish)
- 2010 — Саймон Уайт (Simon White)
- 2011 — Дэвид Филип Вудрафф (David Philip Woodruff)
- 2012 — Мартин Бодо Пленио Martin (Bodo Plenio)
- 2013 — Макс Кляйн (Max Klein)
- 2014 — Александр Лихтенштейн (Alexander I. Lichtenstein)[11]
- 2015 — Андреа Каваллери (Andrea Cavalleri)[12]
- 2016 — Кристиан Пфлайдерер (Christian Pfleiderer)[13]
- 2017 —  Карлос Сильвестр Френк (Carlos Silvestre Frenk)[14]
- 2018 — Ангел Рубио (Angel Rubio)[15][16]
- 2019 — Майкл Кои (Michael Coey)
- 2020 — Анна Келер (Anna Köhler)[17]
- 2021 —  Хиранья Пейрис (Hiranya Peiris)[18]
- 2022 —  Клаудия Фельзер (Claudia Felser)[19]
- 2023 — Стефан Зёльднер-Рембольд (Stefan Söldner-Rembold)